# 宁古塔氏
宁古塔氏（穆麟德轉寫：Ningguta hala）为满族姓氏，源自地名宁古塔，《他塔拉氏家谱》将其列为满族八大姓之一。早期主要聚居于宁古塔，其余散居绥芬、讷殷、虎尔哈、和佟吉、倭济等地，分别于后金崛起之时相继归附。清朝时期，宁古塔氏最为显赫的世家为伊住家族，其曾孙齐尔格慎为三等男爵。民国以后，宁古塔氏各支主要以宁、刘、景、恒等为汉姓。近代有后裔跟随国民政府移居台湾，使宁古塔氏成为台湾满族大姓之一。

## 清代主要世家

### 伊住家族
镶白旗伊住世居宁古塔，曾孙多尼喀因莱阳之役率先登城，赐巴图鲁号、授骑都尉，后遇恩诏再加一云骑尉世职。伊住又一曾孙齐尔格慎因办事有方授骑都尉，遇恩诏又加一云骑尉，因多尼喀无嗣，并袭其世职，晋为一等轻车都尉，此后两遇恩诏加至三等男，其孙孟阿达袭。
正蓝旗尼喀礼为伊住同族，早期率兄弟及同村之人归附，尼喀礼因从征、追逃有功，授三等轻车都尉，其子魏赫德、随赫德先后承袭。随赫德在雅克萨之役中立功，升一等轻车都尉。因无嗣，由其侄绰克托袭，三遇恩诏加至三等男，官至副都统，因事削去恩诏所加之职，由其孙约索礼承袭二等轻车都尉世职。

### 其他
世居宁古塔的世家还有镶白旗乌鲁喀，早年随其父率本村人归附，袭云骑尉之职，从征北京、莱阳有功，授骑都尉，三遇恩诏加至二等轻车都尉，其子呵哈那袭职，从征湖广于长沙阵亡，赠一等轻车都尉，其弟泰保袭职时改为袭骑都尉兼一云骑尉世职。镶黄旗僧额率兄弟妻子等三百余人归附，编隶两佐领，由僧额与其长子塞钮克各统领其一，塞钮克从征江南、潼关有功，授云骑尉世职；僧额曾孙多博任佐领，从征江西阵亡，赠云骑尉世职。镶黄旗拜色四世孙苏尔玛任护军校，从征察哈尔布尔尼、云南等地有功授骑都尉世职。正黄旗叶柱之孙昂柱任领催，从征北京、山东等地，在信阳未用钩梯攻克其城，授云骑尉世职。正蓝旗丰匹讷之孙纳海任骁骑校，从征福建泉州、厄鲁特噶尔丹有功，授云骑尉世职。镶黄旗图赫讷之曾孙牛钮任骁骑校，从征厄鲁特噶尔丹有功授云骑尉世职。正蓝旗翁嘉达之孙满岱任委署护军校，从征云南等地有功，授云骑尉世职。镶白旗瑚克特克率九村五十户人口归附，编为半个佐领，使其统领，其子锡尔都袭职后从征北京立功，授一个佐领世职。
此外，正黄旗雅穆什达世居绥芬，早年率一百五十人归附，其元孙翁锡库从征北京、山东，于滕县之役首先登城，赐巴图鲁号，授骑都尉世职。雅穆什达四世孙赖都官至礼部尚书。镶红旗伊洛托世居讷殷，其子音布任笔帖式，从征北京、山东等地有功授云骑尉，后于黑龙江阵亡，其子伊尔特赫袭时于山海关之役立功，晋封骑都尉，三遇恩诏加至二等轻车都尉。此后，于湖广、浙江舟山等地再立战功，授一等轻车都尉，其孙希德袭职时改袭骑都尉世职。正黄旗鄂尔多世居虎尔哈，其孙费雅住从征北京、山东等地，于夏津县之役第二登城，授云骑尉，后于东昌府阵亡，赠骑都尉世职。